# Шарбакти (Кордайський район)
Шарбакти́ (каз. Шарбақты) — село у складі Кордайського району Жамбильської області Казахстану. Входить до складу Ногайбайського сільського округу.
Населення — 383 особи (2021; 331 у 2009, 361 у 1999, 482 у 1989).